# 魔法使黎明期
《魔法使黎明期》（日語：魔法使い黎明期の黎明期）是日本作家虎走翔所著的輕小說系列，2018年8月起經講談社輕小說文庫出版，由擔綱插畫，全6卷。故事承接作者前作《從零開始的魔法書》。改編漫畫開始連載於《月刊少年天狼星》2019年9月號，作畫。改編電視動畫於2022年4月7日至6月30日播映，全12集。

## 故事概要
賽維爾是威尼亞斯王國王立魔法學校的學生，沒有入學之前的記憶。他在學校的成績很差，處於退學的危機。阿爾巴斯校長因此命令賽維爾進行一次「特別實習」，完成後他就可以順利畢業。實習中他需到反魔女勢力強大的大陸南部，到達那裏一條由魔女建立的村落，在該村落做出實績，寫成報告，並獲得認可。那條村落是為了讓當地人認識魔女，從而減低對魔女的戒心而成立的。前往村落的一行人除了賽維爾外，還有負責帶領學生的「黎明之魔女」蘿·克里斯塔絲、學校中首屈一指的高材生霍維特，還有學校中唯一一名墮獸人庫多。

## 角色列表
賽維爾（聲：梅田修一朗）
本作主角。威尼亞斯王國王立魔法學校的學生。沒有入學之前的記憶，只記得自己曾跟某一魔女見面。因不能使用魔法而成績很差，處於退學的危機。泥闇是現存的親人。真實身分為前作《從零開始的魔法書》反派十三號的親生兒子。
蘿·克里斯塔絲（聲：岡咲美保）
黎明之魔女，年齡300歲，與外號「呑噬魔女之魔杖」——「盧登斯」魔杖的契約者，威尼亞斯王國王立魔法學校的老師。因希望與《零之書》的作者見面，而自願帶領學生前往進行特別實習的村落。
霍維特（聲：鈴代紗弓）
魔法學校的學生，學校中首屈一指的高材生。自告奮勇參與特別實習。暗藏不祥角，其實質是外觀最接近人類的墮獸人。
庫多（聲：八代拓）
魔法學校的學生，學校中唯一一名墮獸人。成績不錯。破龍王是他的偶像，也希望加入破龍王所屬的破魔兵團。
泥闇之魔女（聲：花守由美里）
在賽維爾殘存記憶中出現的魔女。本名為「零」，魔法的創始人，魔法書《零之書》以及魔法學校所使用教科書《從零開始的魔法書》的作者。在書內設置了安全裝置，所記錄的咒語為缺陷版，使威力有所下降。另與最高位的惡魔簽訂了契約，能「駁回」其他使用《零》系列本人著作內的魔法。現在狀況出現魔力枯竭症，生命也會開始衰老。前作《從零開始的魔法書》女主角。
傭兵（聲：矢野正明）
支配了特別實習村落的魔女手下的墮獸人。前作《從零開始的魔法書》男主角。
神父（聲：水中雅章）
特別實習村落的教會神父，過去是教會「女神淨火」裁定官之一，外號「隱匿」。雙眼畏光，平時帶著眼罩。
阿爾巴斯（聲：大地葉）
索雷娜的孫女，現任詠月之魔女，威尼亞斯王國王立魔法學校的校長。魔法學校於本章主線前4年創立，前作《從零開始的魔法書》角色。
霍爾登（聲：加藤將之）
墮獸人。受索雷娜之託，要保護索雷娜的孫女，服侍阿爾巴斯。前作《從零開始的魔法書》角色。
莉莉（聲：石見舞菜香）
在村中的教會幫忙的少女，很會料理，（鼠型）墮獸人，所以老鼠是她的朋友。

## 創作
經講談社出版《從零開始的魔法書》的續作一事於2018年2月定下，而之前來自出版社的邀請發生在2017年11月至12月左右。作者虎走翔那時候覺得「說不定一卷就腰斬」，「幸運的話說不定能撐三卷」。她也是在這個時期接下《通靈王》小說版（同由講談社出版）的撰寫工作。她在2018年3月時於博客中宣佈將推出續作，並已寫完第1卷的原稿。由於她手上同時兼顧多部遊戲劇本和小說的撰寫工作，讓她到8月小說第1卷發行為止都很忙碌。第2卷原稿於2018年11月完成。此後她的父親發現患上癌症。除了因時程而不能動到的手機遊戲《Cross × Logos》劇本工作以外，她放下手上所有工作，將時間留來陪伴父親。她父親於2020年3月去世。到她處理好整理遺物、改造房間等事宜，重回工作軌道的時候，已經是大約8月。她在10月中開始執筆第3卷，於12月完成原稿。她在寫第3卷的途中得知動畫化的消息。她本以為這部作品可以在第3卷完結，但出乎她意料地，因為動畫化的關係，她得繼續寫接下來的故事。

## 宣傳
2018年9月8日，作者虎走翔和插畫師在講談社輕小說文庫編輯部的同意下，以個人名義在東京秋葉原舉辦簽名會。當日反應熱烈，到場人數破百人，排隊時間長達兩個半小時。活動花費約15萬日圓。因在東京的簽名會十分成功，而且又再得到編輯部的同意，虎走翔在10月的兩個星期期間周遊全國，到福島、名古屋、大阪、四國、岡山、島根、廣島、福岡等地舉辦簽名會。最後在2018年12月2日跟《藥師少女的獨語》（英雄文庫出版）作者日向夏一同在她的居住地熊本（虎走翔在同年2月從東京搬到熊本居住）舉辦簽名會兼座談會。2019年6月23日再於沖繩舉辦簽名會。

## 出版書籍

### 輕小說
| 卷數 | 講談社 | 講談社        | 講談社                 |
| 卷數 | 副標題 | 發售日期      | ISBN                   |
| ---- | ------ | ------------- | ---------------------- |
| 1    |        | 2018年8月31日 | ISBN 978-4-06-513295-1 |
| 2    |        | 2019年3月1日  | ISBN 978-4-06-515377-2 |
| 3    |        | 2021年4月30日 | ISBN 978-4-049-12519-1 |
| 4    |        | 2021年11月2日 | ISBN 978-4-06-526017-3 |
| 5    |        | 2022年4月1日  | ISBN 978-4-06-527823-9 |
| 6    |        | 2022年7月1日  | ISBN 978-4-06-528852-8 |

### 漫畫
| 卷數 | 講談社        | 講談社                 |
| 卷數 | 發售日期      | ISBN                   |
| ---- | ------------- | ---------------------- |
| 1    | 2020年1月9日  | ISBN 978-4-06-518250-5 |
| 2    | 2020年8月6日  | ISBN 978-4-06-520485-6 |
| 3    | 2021年3月9日  | ISBN 978-4-06-522628-5 |
| 4    | 2021年10月7日 | ISBN 978-4-06-525122-5 |
| 5    | 2022年4月7日  | ISBN 978-4-06-527575-7 |
| 6    | 2022年12月8日 | ISBN 978-4-06-530084-8 |
| 7    | 2023年7月7日  | ISBN 978-4-06-532390-8 |

## 電視動畫
2021年4月28日，小說第3卷發售前夕，宣佈將改編為電視動畫。10月29日，宣佈動畫定於2022年4月在TBS電視台首播，公開前導視覺圖、飾演四名主要角色的聲優（梅田修一朗、岡咲美保、鈴代紗弓和八代拓），以及主要製作人員陣容。動畫製作公司為手塚製作公司，由曾執導《五等分的新娘》第1季和《女朋友 and 女朋友》的桑原智擔任導演和系列構成。2022年2月25日，公開主視覺圖、第1條宣傳片，以及多名配角的聲優（花守由美里、矢野正明、水中雅章），並公佈首播日期為4月7日。3月24日，公開第2條宣傳片，宣傳片中初次披露由fripSide主唱的片頭曲dawn of infinity。
2022年4月2日晚上9點，在TBS的YouTube頻道播映特備節目《魔法使黎明期的黎明期》，梅田、岡咲、鈴代和八代參與演出。
這是梅田初次在動畫中擔任主角。

### 製作人員
- 原作：虎走翔《魔法使黎明期》（講談社輕小說文庫）
- 人物原案：
- 導演、系列構成：桑原智
- 文藝：虎走翔、森田真由美
- 人物設定：岩崎令奈
- 美術設定：西田稔
- 色彩設計：
- 編輯：內田涉（Conquest）
- 音響監督：本山哲
- 音響製作：Bit Grooove Promotion
- 動畫製作：手塚製作公司[5]

### 主題曲
片頭曲dawn of infinity
主唱：fripSide
片尾曲Imprinting
主唱：▽▲TRiNITY▲▽（鷹宮莉音、葉加瀨冬雪、芙蓮·E·露絲塔莉歐）

### 集數列表
| 集數   | 日文標題 | 中文標題             | 分鏡     | 演出     | 作畫監督 | 總作畫監督                                                                        | 首播日期 （2022年） |
| ------ | -------- | -------------------- | -------- | -------- | --- | --------------------------------------------------------------------------------- | ------------------- |
| 第1話  |          | 劣等生與杖之魔女     | 桑原智   | 上間由梨 | Song Hyen-Ju、Hwang Young-Sik、Hong Yu-Mi Jo Won-Ha、Hong In-Su                                                                                                   | 岩崎令奈、氏家章雄、 高橋渚、永田詩央里、                                         | 4月7日              |
| 第2話  |          | 請別叫我叛徒         | 桑原智   | 前園文夫 | Kim Bong-Duk、Jo Eun-Kyung Kim Hyun-Gyung、Kim Jun-O | 岩崎令奈、氏家章雄、 高橋渚、永田詩央里、                                         | 4月14日             |
| 第3話  |          | 溫泉霧氣的另一邊     | 桑原智   | 鈴木真彦 | Jang Yung-Sun、Kim Bong-Duk、Kim Jing-Yung Go Yu-il、Yun Ji-Hye、Won Eun-Sook Jo Eun-Kyung、                                                                      | 岩崎令奈、氏家章雄、 高橋渚、金子俊太朗 永田詩央里、                              | 4月21日             |
| 第4話  |          | 我並不害怕死亡       | 桑原智   | 川西泰二 | Yun Jeong-Hye、Kim Gin-Am、Han Eun-Mi Kim Ran-Yeong、Park yeong-Hee Kim Jong-Beom、                                                                               | 岩崎令奈、氏家章雄、 高橋渚、金子俊太朗、永田詩央里 、Song Hyeon-Ju、Song Jin-Hee | 4月28日             |
| 第5話  |          | 適不適合由你自己決定 | 桑原智   | 波多正美 | 劉泉、趙越、趙瑩萍、孫偉、高璞玉 白欣燁、羅陽、房博雅、 | 岩崎令奈、氏家章雄、 高橋渚、金子俊太朗、永田詩央里 、Song Jin-hee、              | 5月5日              |
| 第6話  |          | 無知之知             | 桑原智   | 山口勇   | Song Hyen-Ju、Park Song-Hwa、Han Eun-Mi Kim Jong-Beom、Kim Ran-Yeong、Hong Yu-Mi Yoon Jeong-Hye、Chang Gil-Yong                                                   | 岩崎令奈、氏家章雄、 高橋渚、金子俊太朗、永田詩央里 、                            | 5月12日             |
| 第7話  |          | 我什麼也救不了       | 桑原智   |          | Kim Bong-Duk、Kim Jing-Yung、Go Yu-Il Yun Ji-Hye、Won Eun-Sook、Kim Hyun-Kyung                                                                                    | 岩崎令奈、氏家章雄、高橋渚 金子俊太朗、永田詩央里、、                             | 5月26日             |
| 第8話  |          | 各自的代價           | 反田誠二 | 前園文夫 | Song Hyeon-Ju、Kim Ran-Yeong、Park Yeong-Hee Han Eun-Mi、Baek Yeon-Ju Lee Seung-Hui、Kim Seong-Beom                                                               | 岩崎令奈、氏家章雄、高橋渚 金子俊太朗、永田詩央里、                               | 6月2日              |
| 第9話  |          | 被投入的石頭         | 茅原渡   | 上間由梨 | Kim Bong-Duk、Kim Jing-Yung、Go Yu-Il An Yung-Yu、Kim Hyun-Kyung、Jung Hyun-Soo                                                                                   | 岩崎令奈、氏家章雄、高橋渚 金子俊太朗、永田詩央里、                               | 6月9日              |
| 第10話 |          | 點心時間             | 桑原智   | 前園文夫 | Kim Ran-Yeong、Baek Yeon-Ju、Song Hyeon-Ju Lee Jae-Han、Kim Eun-Sun、Kwon Hee-Jae Kim Bo-Kyoung、Park Kid-Uk、Kim Yu-Sun Song Jin-Hee                             | 岩崎令奈、氏家章雄、高橋渚 金子俊太朗、永田詩央里、 、Song Jin-Hee                | 6月16日             |
| 第11話 |          | 殺意已決             | 反田誠二 | 川西泰二 | Sin Sung-Min、Kim Bong-Duk、Kim Hyun-Kyung Go Yu-Il、Jung Jin-Yeong                                                                                               | 岩崎令奈、氏家章雄、高橋渚 金子俊太朗、永田詩央里、、                             | 6月23日             |
| 第12話 |          | 冒險的序幕           | 桑原智   | 波多正美 | 劉泉、房博雅、羅陽、趙瑩萍、趙越、孫偉、高璞玉、陳雲湄 Song Jin-Hui、Kim Eun-Seon、Lee Jae-Han Seo Sun Yeong、Yun Jeong-Hye、Park Ae-Ri Kwuan Hui-Jae、黄華、周婧 | 岩崎令奈、氏家章雄、高橋渚 金子俊太朗、永田詩央里、 Song Jin-Hui、                | 6月30日             |

### 播映平台
日本深夜動畫：下文記載的日本国内播放時間使用日本標準時間（UTC+9）表示。因為部分時間标识會採用30小时制，因此請留意这类超过24:00的时间，其實際播放時間為翌日清晨。
| 播放日期              | 播放時間（UTC+9）    | 播放電視台 | 播放地區   | 備註     |
| --------------------- | -------------------- | ---------- | ---------- | -------- |
| 2022年4月7日－6月30日 | 星期四 25:58 - 26:28 | TBS電視台  | 關東廣域圈 |          |
| 2022年4月10日－7月3日 | 星期日 24:00 - 24:30 | BS11       | 日本全國   | 衞星廣播 |

| 播映地區   | 播映平台                                                                                             | 播映日期              | 播映時間              | 備註   |
| ---------- | --- | --------------------- | --------------------- | ------ |
| 臺灣       | 巴哈姆特動畫瘋、中華電信MOD、Hami Video、myVideo 影音隨看、遠傳friDay影音、Yahoo TV 一起看、bilibili | 2022年4月7日－6月30日 | 星期六 25:58（UTC+8） | [ 35 ] |
| 香港、澳門 | 木棉花香港YouTube頻道                                                                                | 2022年4月7日－6月30日 | 星期六 25:58（UTC+8） | [ 36 ] |
| 中國大陸   | 哔哩哔哩                                                                                             | 2022年5月16日         | 星期三 20:00（UTC+8） | [ 37 ] |

## 外部連結
- 小說官方網站（日語）
- 漫畫官方網站（日語）
- 電視動畫官方網站（日語）
- 電視動畫的X（前Twitter）（日語）